# Capnodis puncticollis
Capnodis puncticollis es una especie de escarabajo del género Capnodis, familia Buprestidae. Fue descrita científicamente por Heer en 1847.